# الحياة فوق كل شيء
الحياة فوق كل شيء (بالإنجليزية: Life, Above All)‏ هُو فيلم دراما جنوب أفريقي صدر سنة 2010 وأخرجه أوليفر شميتز. عُرض الفيلم في قسم جائزة نظرة ما في مهرجان كان السينمائي 2010. اختير الفيلم ليكون الترشيح الرسمي لجنوب أفريقيا لجائزة أفضل فيلم بلغة أجنبية في حفل توزيع جوائز الأوسكار الثالث والثمانين. بُني الفيلم على رواية «أسرار تشاندا» (بالإنجليزية: Chanda's Secrets)‏ اتي صدرت سنة 2004 وألفها الكاتب الكندي آلان ستراتون.

## طاقم التمثيل
- خوموتسو مانياكا في دور تشاندا كابيلو.
- كياوباكا ماكانيان في دور إستر ماتشولو.
- هارييت لينابي في دور السيدة. تافا.
- ليراتو مفليز في دور ليليان.
- تينة منومزانا في دور العمة ليزبيت.
- أوبري بولو في دور جونا.
- ماباسكا ماثيبي في دور إيريس.
- ثاتو كغالادي في دور سولي.
- كغوموتسو ديتشويني في دور دودو.
- رامي شوين في دور أنثي روث.

## الاستقبال النقدي
حصل الفيلم على ردود أفعال إيجابية من النقاد. فعلى موقع روتن توميتوز، حصل الفيلم على تقييم 82٪ بناء على 71 مُراجعة، بمُتوسط تقييم 7.02/10. أما على موقع ميتاكريتيك فقد حصل الفيلم على معدل 65 من 100 بناء على 26 مراجعة.

## روابط خارجية
الحياة فوق كل شيء على موقع IMDb (الإنجليزية)
- الحياة فوق كل شيء على موقع ميتاكريتيك (الإنجليزية)
- الحياة فوق كل شيء على موقع روتن توميتوز (الإنجليزية)
- الحياة فوق كل شيء على موقع نتفليكس (الإنجليزية)
- الحياة فوق كل شيء على موقع ألو سيني (الفرنسية)
- الحياة فوق كل شيء على موقع Turner Classic Movies (الإنجليزية)
- الحياة فوق كل شيء على موقع أول موفي (الإنجليزية)
- الحياة فوق كل شيء على موقع بوكس أوفيس موجو (الإنجليزية)
- الحياة فوق كل شيء على موقع فيلمافينيتي (الإسبانية)
- الحياة فوق كل شيء على موقع قاعدة بيانات الأفلام السويدية (السويدية)